# Singa ammophila
Singa ammophila là một loài nhện trong họ Araneidae.
Loài này thuộc chi Singa. Singa ammophila được Gershom Levy miêu tả năm 2007.